# 爱的进程
《爱的进程》（英語：The Progress of Love），加拿大英语小说家、2013年诺贝尔文学奖得主爱丽丝·门罗的短篇小说集。
该短篇小说集荣获加拿大总督文学奖，是爱丽丝·门罗第三次荣获该奖。

## 写作和出版
1986年，《爱的进程》发表。

## 内容
《爱的进程》一共包括11篇短篇小说，分别是：爱的进程、苔藓、双帽先生、蒙大拿的迈尔斯城、奥兰治大街溜冰场的月亮、杰斯和美瑞白丝、爱斯基摩人、怪胎、祈祷之圈、白山包，主要讲述情侣、夫妻、父母和子女、兄弟之间的爱。

## 主题和风格
该短篇小说集短小精悍，语言简洁，从生活中的小故事讲述永恒的爱。

## 评价
《费城问询报》：“这部精彩纷呈的短篇小说集中，阐释人生的瞬间有如闪电，随时在纸上爆发。它不一定提供了答案，却把你引向新的问题。”

## 译著
简体中文版本已经由殷呆翻译。